# Ukaleq Astri Slettemark
Ukaleq Astri Slettemark (ur. 9 września 2001 w Nuuk) – grenlandzka biathlonistka. Olimpijka (2022), uczestniczka mistrzostw świata w biathlonie. Mistrzyni świata juniorek młodszych w biegu indywidualnym z 2019. Pierwsza Grenlandka, która zdobyła punkty w Pucharze Świata.
Jest córką Øysteina i Uiloq Slettemarków, którzy również uprawiali biathlon, a sport ten trenuje także jej brat Sondre.

## Przebieg kariery
W biathlonowych zawodach międzynarodowych rozgrywanych pod egidą IBU zadebiutowała w 2016. Dwukrotnie brała udział w mistrzostwach świata juniorek młodszych – w 2018 była 27. w biegu indywidualnym, 10. w sprincie i 4. w biegu pościgowym, a rok później zdobyła złoty medal w biegu indywidualnym. 11 grudnia 2020, w ramach zawodów w Hochfilzen, zadebiutowała w Pucharze Świata, zajmując 96. lokatę w sprincie.
Dwukrotnie brała udział w mistrzostwach świata juniorek – w 2021 była ósma w biegu indywidualnym, a rok później 19. w tej samej konkurencji. W lutym 2021 wystartowała na biathlonowych mistrzostwach świata zajmując 65. pozycję w biegu indywidualnym i 77. w sprincie. Jako reprezentantka Danii wzięła udział w Zimowych Igrzyskach Olimpijskich 2022 – w biegu indywidualnym była 53., a w sprincie 65. 12 stycznia 2023 w Ruhpolding, jako pierwsza Grenlandka w historii, zdobyła punkty Pucharu Świata, zajmując 21. lokatę w biegu indywidualnym.
Jest medalistką biathlonowej rywalizacji w ramach Arctic Winter Games. W 2017 brała udział w rywalizacji lekkoatletycznej w ramach Island Games, startując w biegach długodystansowych.

## Osiągnięcia

### Igrzyska olimpijskie
| Rok  | Miejscowość       | Konkurencje | Konkurencje | Konkurencje | Konkurencje | Konkurencje | Konkurencje | Konkurencje |
| Rok  | Miejscowość       | IN          | SP          | PU          | MS          | RL          | MR          | SR          |
| ---- | ----------------- | ----------- | ----------- | ----------- | ----------- | ----------- | ----------- | ----------- |
| 2022 | Pekin/Zhangjiakou | 53.         | 65.         | –           | –           | –           | –           | nd.         |

### Mistrzostwa świata
| Rok  | Miejscowość | Konkurencje | Konkurencje | Konkurencje | Konkurencje | Konkurencje | Konkurencje | Konkurencje |
| Rok  | Miejscowość | IN          | SP          | PU          | MS          | RL          | MR          | SR          |
| ---- | ----------- | ----------- | ----------- | ----------- | ----------- | ----------- | ----------- | ----------- |
| 2021 | Pokljuka    | 65.         | 77.         | –           | –           | –           | –           | –           |
| 2023 | Oberhof     | 88.         | 56.         | dns.        | –           | –           | –           | –           |
| 2024 | Nové Město  | 65.         | 77.         | –           | –           | –           | –           | –           |
| 2025 | Lenzerheide | 88.         | 72.         | –           | –           | –           | –           | 23.         |

### Mistrzostwa świata juniorów
| Rok  | Miejscowość    | Konkurencje | Konkurencje | Konkurencje | Konkurencje | Konkurencje | Konkurencje | Konkurencje |
| Rok  | Miejscowość    | IN          | SP          | PU          | MS          | RL          | MR          | SR          |
| ---- | -------------- | ----------- | ----------- | ----------- | ----------- | ----------- | ----------- | ----------- |
| 2021 | Obertilliach   | 8.          | dns.        | –           | –           | –           | –           | nd.         |
| 2022 | Soldier Hollow | 19.         | 51.         | dns.        | –           | –           | –           | nd.         |

### Mistrzostwa świata juniorów młodszych
| Rok  | Miejscowość | Konkurencje | Konkurencje | Konkurencje | Konkurencje | Konkurencje | Konkurencje | Konkurencje |
| Rok  | Miejscowość | IN          | SP          | PU          | MS          | RL          | MR          | SR          |
| ---- | ----------- | ----------- | ----------- | ----------- | ----------- | ----------- | ----------- | ----------- |
| 2018 | Otepää      | 27.         | 10.         | 4.          | nd.         | –           | nd.         | nd.         |
| 2019 | Osrblie     | 1.          | 6.          | 4.          | nd.         | –           | nd.         | nd.         |

### Puchar Świata

#### Miejsca w klasyfikacji generalnej
| Sezon     | Miejsce           |
| --------- | ----------------- |
| 2020/2021 | niesklasyfikowana |
| 2021/2022 | niesklasyfikowana |
| 2022/2023 | 67.               |
| 2023/2024 | niesklasyfikowana |
| 2024/2025 | niesklasyfikowana |